# Alexandre Rockwell
Alexandre Rockwell (Boston, 18 de agosto de 1956) es un director, productor y guionista de cine estadounidense. Algunos de sus trabajos más reconocidos como director son In the Soup (1992), Four Rooms (1995) y 13 Moons (2002).

## Biografía
Rockwell es el nieto del animador ruso Alexandre Alexeieff, inventor de la animación de pantalla de agujas. Su abuela fue artista y actriz de teatro en París. Su padre también fue actor y cineasta. Su madre, Svetlana Alexeieff Rockwell, pintora, es originaria de París, Francia, y emigró a Estados Unidos. donde se casó con el padre de Alexandre. Alexandre Rockwell creció en Cambridge MA y se mudó a la ciudad de Nueva York a los veinte años. Durante sus comienzos, el director John Cassavetes respondió a una de las cartas de Rockwell diciendo: "Si no estuvieses haciendo esto, probablemente estarías robando bancos".
En 1986 se casó con la actriz Jennifer Beals, con quien permaneció hasta 1996. Fue Beals quien le presentó a Sam Rockwell, actor que luego trabajaría en cuatro de sus películas; a pesar del apellido, no tienen ninguna relación. Otras figuras del cine independiente como Steve Buscemi, Peter Dinklage y Elizabeth Bracco aparecen frecuentemente en sus películas. En febrero del año 2003 se volvió a casar, esta vez con la actriz Karyn Parsons. Tuvieron dos hijos: Lana (n. 2003) y Nico (n. 2007).
En 1992, ganó el Grand Jury Prize en el Festival de Cine de Sundance por su película In the Soup, venciendo a Reservoir Dogs de Quentin Tarantino. Este fue el segundo largometraje de Rockwell, con Steve Buscemi interpretando a un guionista que en un intento desesperado se involucra con un gánster veterano (Seymour Cassel) para poder llevar su guion al cine. Ese año en Sundance venció a las películas de Tarantino, Robert Rodriguez y Allison Anders, los mismos tres directores con los que realizaría Four Rooms un par de años más tarde.
Actualmente, Rockwell enseña dirección en la Universidad de Nueva York.

## Filmografía
Como director y guionista
- Lenz (1982)[5]
- Hero (1983)
- Sons (1989)
- In the Soup (1992)
- Alguien a quien amar (1994)
- Four Rooms, segmento The Wrong Man (1995)
- Louis & Frank (1998)
- 13 Moons (2002)
- Pete Smalls Is Dead (2010)
- Little Feet (2013)
- In the Same Garden (2016)
- Sweet Thing (2020)